# 9è Festival Internacional de Cinema de Canes
El 9è Festival Internacional de Cinema de Canes es va dur a terme del 23 d'abril a 10 de maig de 1956. La Palma d'Or fou atorgada a Le Monde du silence de Jacques-Yves Cousteau i Louis Malle. El festival fou obert amb Marie-Antoinette reine de France, dirigida per Jean Delannoy i tancada amb Il tetto de Vittorio De Sica.
En un intent de resoldre alguns problemes causats pel clima de la Guerra Freda de l'època, com el tracte especial cap als estatunidencs (que va donar suport financer al festival) que molestava al bloc de l'Est, s'havia pres la decisió de retirar pel·lícules sota determinades condicions. Aquesta decisió es va prendre durant el festival, i es va veure com a censura. El 1956 es va decidir eliminar tota aquesta censura de la selecció i així començar una nova era al festival.

## Jurat
Les següents persones van ser nomenades jurat de la competició de 1956:
Llargmetratges
- Maurice Lehmann (França) President
- Arletty (França)
- Louise de Vilmorin (França)
- Jacques-Pierre Frogerais (França)
- Henri Jeanson (França)
- Domenico Meccoli (Itàlia)
- Otto Preminger (EUA)
- James Quinn (GB)
- Roger Regent (França)
- María Romero (Xile)
- Sergei Vasilyev (URSS)

Curtmetratges
- Francis Bolen (Bèlgica)
- Antonin Brousil (Txecoslovàquia)
- Henri Fabiani (França)
- Paul Grimault (França)
- Jean Perdrix (França)

## Pel·lícules en competició
Les següents pel·lícules competien per la Palma d'Or:
- Tarde de toros de Ladislao Vajda
- Seido no Kirisuto de Minoru Shibuya
- Dalibor de Václav Krška
- La noia de negre (To Koritsi me ta mavra) de Michael Cacoyannis
- Hanka de Slavko Vorkapić
- Més dura serà la caiguda de Mark Robson
- La escondida de Roberto Gavaldón
- Crònica d'un ésser viu (Ikimono no kiroku) d'Akira Kurosawa
- I'll Cry Tomorrow de Daniel Mann
- Totxka parvade Boyan Danovski
- Shabab emraade Salah Abu Seif
- L'home del vestit gris de Nunnally Johnson
- L'home que sabia massa d'Alfred Hitchcock
- L'home que no va existir mai de Ronald Neame
- Marie-Antoinette reine de France de Jean Delannoy
- Körhinta de Zoltán Fábri
- La mare (Mat) de Mark Donskoi
- Mozart de Karl Hartl
- Le Mystère Picasso de Henri-Georges Clouzot
- Otel·lo de Serguei Iutkevitx
- Pather Pantxali de Satyajit Ray
- El cavall fantasma (Maboroshi no uma) de Koji Shima
- L'afer Protar (Afacerea Protar) de Haralambie Boros
- Il ferroviere de Pietro Germi
- Poema pedagògic (Pedagogicheskaya poema) d'Aleksei Masliukov i Metxislava Maievskaia
- Il tetto de Vittorio De Sica
- Les gavines moren al port (Meeuwen sterven in de haven) de Roland Verhavert, Ivo Michiels i Rik Kuypers
- Set Years in Tibet de Hans Nieter
- L'ombra (Cien) de Jerzy Kawalerowicz
- Shevagyachya Shenga de Shantaram Athavale
- The Silent World (Le Monde du silence) de Jacques-Yves Cousteau i Louis Malle
- Somriures d'una nit d'estiu (Sommarnattens leende) d'Ingmar Bergman
- Sob o Céu da Bahia d'Ernesto Remani
- Talpa d'Alfredo B. Crevenna
- El Último perro de Lucas Demare
- Toubib el affia de Henry Jacques
- Walk Into Paradise de Lee Robinson
- Gli innamorati de Mauro Bolognini
- Yield to the Night de J. Lee Thompson

## Curtmetratges en competició
Els següents curtmetratges competien per Palma d'Or al millor curtmetratge:
- Aéroport de Luxembourg de Philippe Schneider
- Andre Modeste Gretry de Lucien Deroisy
- Le Ballon rouge d'Albert Lamorisse
- Bwana Kitoko d'André Cauvin
- Ciganytanc de Tamas Banovich
- Columbia Musical Travelark: Wonders of Manhattan de Harry Foster
- La corsa delle rocche de Gian Luigi Polidoro
- Crne vode de Rudolf Sremec
- En de zee was niet meer de Bert Haanstra
- The Face of Lincoln de Edward Freed
- Melodii festivalia de Jerzy Bossak, R. Grigoriev, Ilya Kopalin, Iosif Poselski
- Fuji wa ikiteiru de Kenji Shimomura
- Gateway To the Antartic de Duncan Carse
- Gerald McBoing on Planet Moo o Gerald McBoing! Boing! on Planet Moo de Robert Cannon
- Growing Coconuts de Fali Bilimoria
- Horizons nouveaux de Kurt Baum
- Karius og Bactus d'Ivo Caprino
- Kati és a vadmacska d'Ágoston Kollányi
- Katsura rikyu de Minoru Kuribayashi
- Loutky Jiriho Trnky de Bruno Sefranek
- L'ase de Magdana (Lurdza magdany) de Tengiz Abuladze i Rezo Chkheidze
- Marinica d'Ion Popescu-Gopo
- Nicolae Grigorescu d'Ion Bostan
- Parabola d'oro de Vittorio De Seta
- Les pécheurs du cap d'Errol Hinds
- Portrait of Soutland de Peter Roger Hunt
- Povest za tirnovgrad de Juri Arnaoudov
- Salut à la France de Ric Eyrich, Thomas L. Rowe
- Salzburger Impressionen de Prof. Hanns Wagula
- The Shepherd de Julian Biggs
- Stvoreni syeta d'E. Hofman
- Svedocanstva o tesli de Vladimir Pogacic
- Tant qu'il y aura des bêtes de Braissai
- Teatr lalek de M. Ussorowski
- Together de Lorenza Mazzetti
- Tovarichtch oukhodit v more de Nikita Kurikhin
- Vand fra eufrat de Theodor Christensen

## Premis

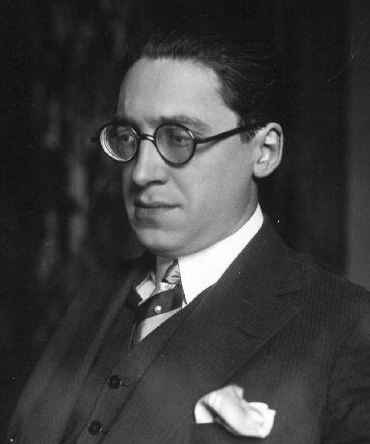
Maurice Lehmann, president del jurat

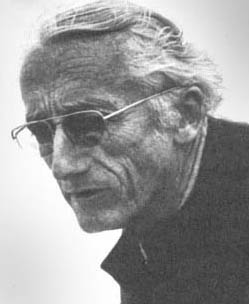
Jacques-Yves Cousteau, guanyador de la Palma d'Or

### Premis oficials
Els guardonats en 1956 van ser:
- Palma d'Or: Le Monde du silence de Jacques-Yves Cousteau i Louis Malle
- Premi especial del jurat: El misteri Picasso (Le mystère Picasso) de Henri-Georges Clouzot
- Millor director: Serguei Iutkevitx per Otel·lo
- Millor actor: Susan Hayward per I'll Cry Tomorrow
- Millor Document humà: Pather Panchali de Satyajit Ray
- Millor humor poètic: Somriures d'una nit d'estiu (Sommarnattens leende) d'Ingmar Bergman

Curtmetratges
- Palma d'Or al millor curtmetratge: Le Ballon rouge d'Albert Lamorisse
- Millor curt de ficció: L'ase de Magdana (Lurdza magdany) de Tengiz Abuladze i Rezo Chkheidze
- Millor documental:
  - Andre Modeste Gretry de Lucien Deroisy
  - La corsa delle rocche de Gian Luigi Polidoro
- Menció especial: Loutky Jiriho Trnky (Les titelles de Jiri Trnka) de Bruno Sefranek
- Menció especial - pel·lícula d'investigació: 
  - Together per Lorenza Mazzetti
  - Tant qu'il y aura des bêtes de Braissai

### Premis independents
Premi OCIC
- Il tetto de Vittorio De Sica
- Menció especial:
  - Il ferroviere de Pietro Germi
  - L'home del vestit gris de Nunnally Johnson
  - Pather Panchali de Satyajit Ray